# Gare de Bruxelles-Chapelle
La gare de Bruxelles-Chapelle (en néerlandais : station Brussel-Kapellekerk), communément appelée gare de la Chapelle, est une gare ferroviaire Belge de la ligne 0 Bruxelles-Midi - Bruxelles-Nord, située dans le quartier des Marolles de la ville de Bruxelles, en région de Bruxelles-Capitale.
Elle est mise en service en 1952, lors de l'ouverture de la nouvelle « Jonction Nord-Midi ».
C'est une halte voyageurs de la Société nationale des chemins de fer belges (SNCB), desservie par des trains Suburbains (S1).
Son nom vient de l'église Notre-Dame de la Chapelle toute proche.

## Situation ferroviaire
Établie en aérien, sur le viaduc de la jonction, à 24 mètres d'altitude, la gare de Bruxelles-Chapelle est située au point kilométrique (PK) 1,129 de la ligne 0 Bruxelles-Midi - Bruxelles-Nord (dite aussi Jonction Nord-Midi), entre les gares de Bruxelles-Midi et de Bruxelles-Central.

## Histoire
La « halte de la Chapelle » est mise en service le 5 octobre 1952 par la Société nationale des chemins de fer belges (SNCB), lorsqu'elle ouvre à la circulation les deux voies centrales de sa nouvelle ligne de jonction entre les gares du Midi et du Nord. C'est l'une des trois gares créées sur cette nouvelle infrastructure qui dispose de six voies parallèles établies en aérien, sur un viaduc, et en tunnel pour la section centrale.
Elle est établie dans le sud du quartier populaire des Marolles et construite, sur deux niveaux, sur et sous le viaduc de la jonction. Ses quais sont à proximité de l'entrée du tunnel en direction de la gare de Bruxelles-Central.
Un projet de redynamisation culturelle y a vu le jour au milieu des années 90 : Recyclart, centré sur la culture urbaine. Ainsi, les quais et les locaux sous les voies (qui sont surélevées à cet endroit) accueillent diverses œuvres et événements culturels.
Le 18 mai 2011, la SNCB parle pour la première fois de la fermeture possible de la gare, afin de fluidifier le trafic ferroviaire encombré sur l'axe Nord-Midi.

Gare de Bruxelles-Chapelle
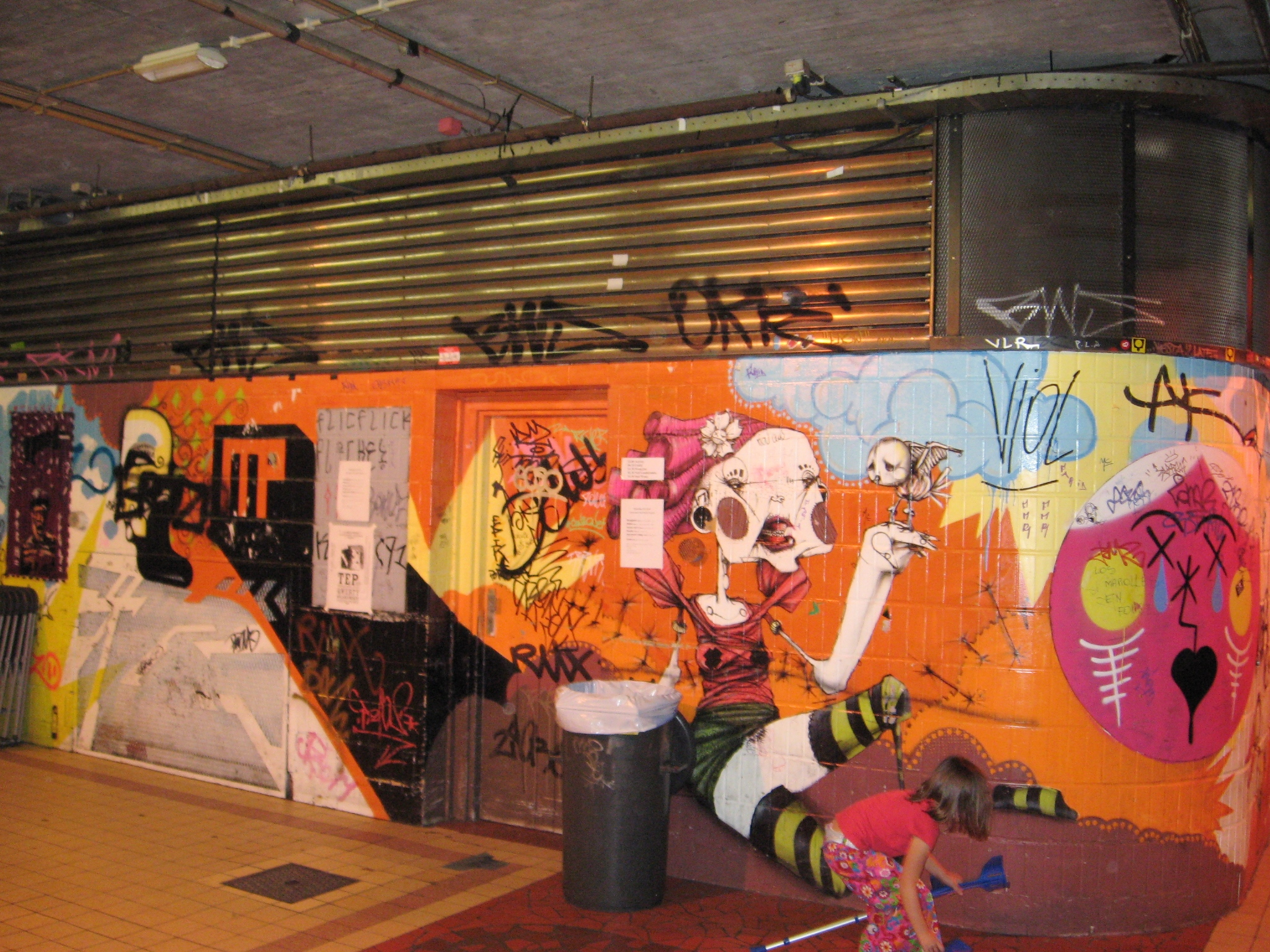
Art urbain.
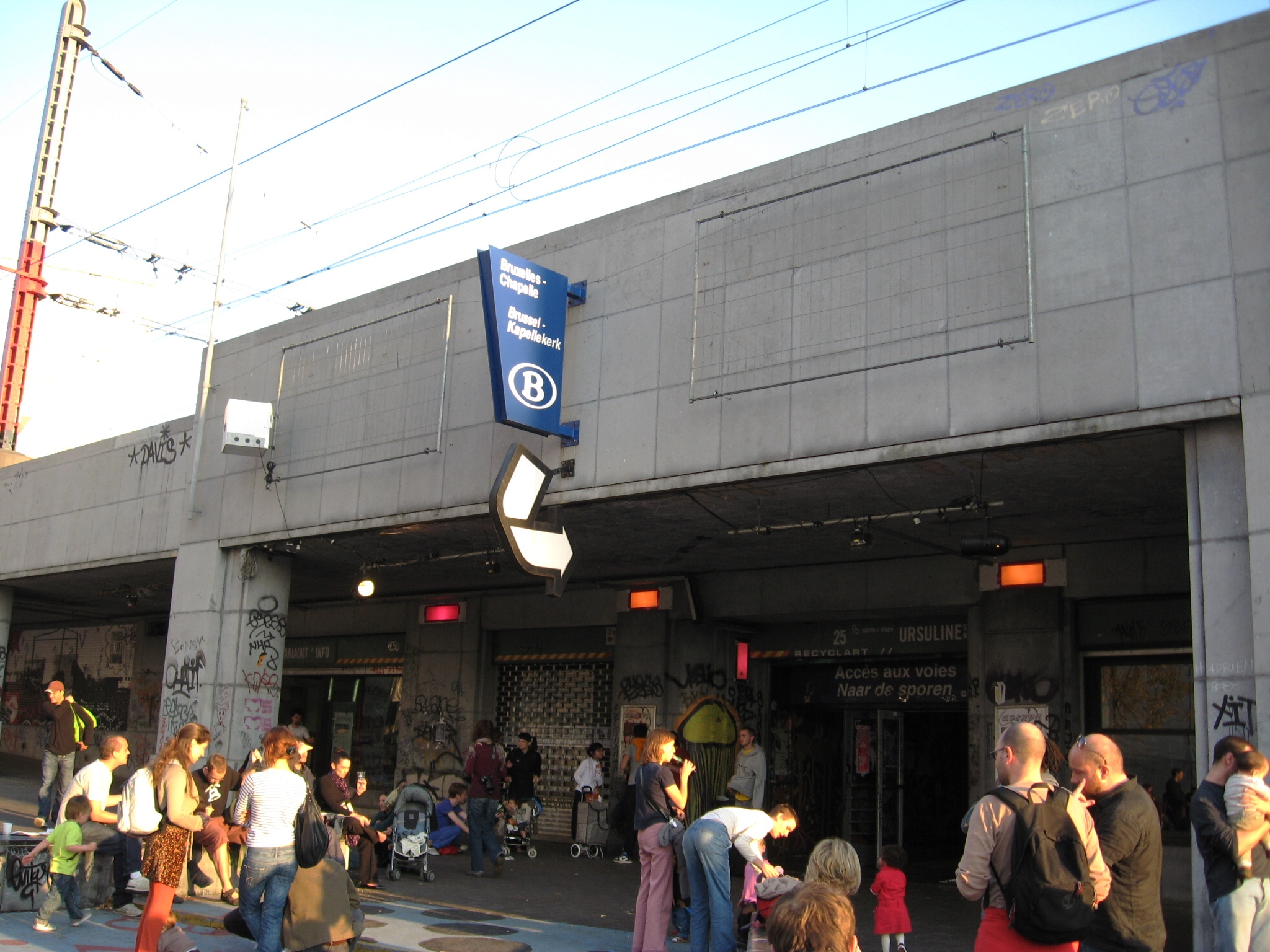
Entrée de la gare.
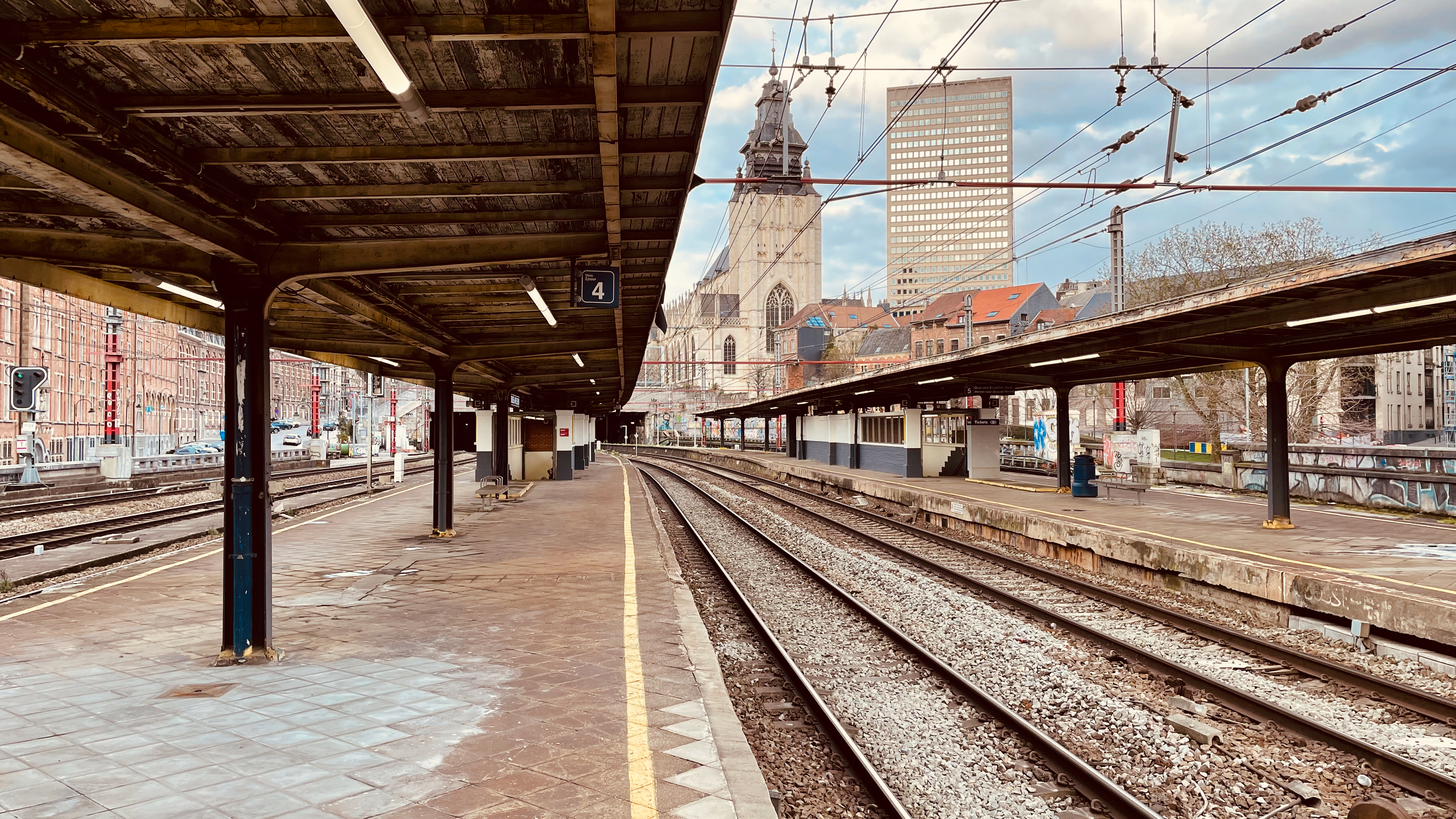
Quais de la halte.
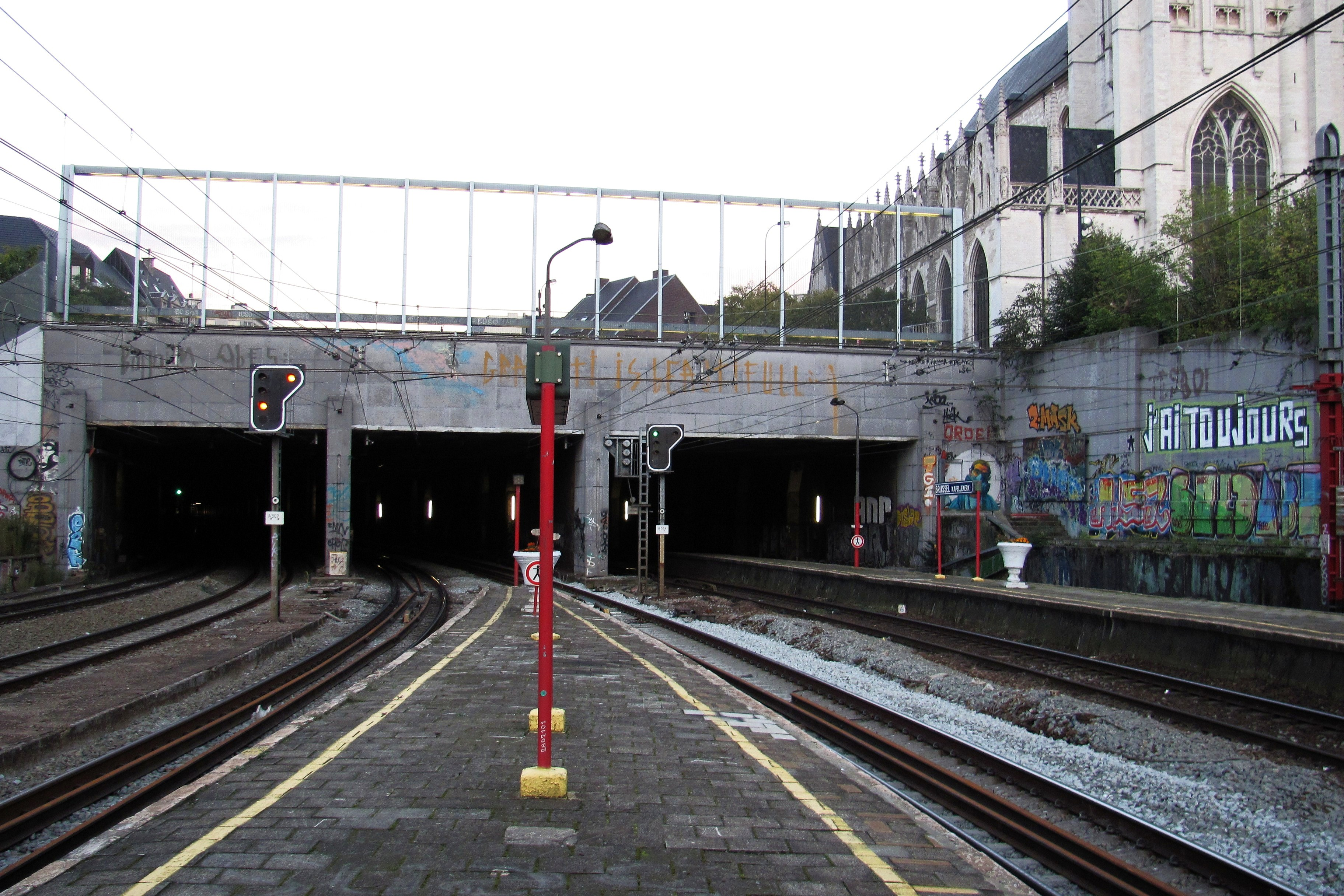
Tunnel vers Bruxelles-Nord.

## Service des voyageurs

### Accueil
Halte voyageurs SNCB, c'est un point d'arrêt non géré (PANG) à accès libre. Elle dispose de deux entrées au niveau du sol, l'entrée principale rue des Ursulines et une entrée secondaire rue des Brigittines. Elles sont reliées par le passage sous voies qui permet d'accéder aux deux quais centraux situés sur la partie aérienne de la gare.

### Desserte
Bruxelles-Chapelle est desservie, uniquement en semaine, par des trains de la ligne S1 du RER bruxellois sur la relation Nivelles (ou Bruxelles-Midi) - Anvers-Central. 
En temps normal, seul le quai des voies 5 et 6 est ouvert au public ; l'autre quai (voies 3 et 4) n'est utilisé qu'en cas de problème sur les voies habituelles. Les voies 1 et 2 n'ont pas de quai dans cette gare.

### Intermodalité
Un parc pour les vélos (gratuit) y est aménagé. Plusieurs bus de la STIB s'arrêtent devant la proche église de la Chapelle.

## Comptage voyageurs
Ce graphique et tableau montre le nombre de voyageurs embarquant en moyenne durant la semaine, le samedi et le dimanche.
| Nombre de passagers qui embarquent à la gare de Bruxelles-Chapelle | Nombre de passagers qui embarquent à la gare de Bruxelles-Chapelle | Nombre de passagers qui embarquent à la gare de Bruxelles-Chapelle | Nombre de passagers qui embarquent à la gare de Bruxelles-Chapelle |
|                                                                    | Semaine                                                            | Samedi                                                             | Dimanche                                                           |
| ------------------------------------------------------------------ | ------------------------------------------------------------------ | ------------------------------------------------------------------ | ------------------------------------------------------------------ |
| 1998                                                               | 1 434                                                              | -                                                                  | -                                                                  |
| 1999                                                               | 1 275                                                              | -                                                                  | -                                                                  |
| 2000                                                               | 1 351                                                              | -                                                                  | -                                                                  |
| 2001                                                               | 1 836                                                              | -                                                                  | -                                                                  |
| 2002                                                               | 1 426                                                              | -                                                                  | -                                                                  |
| 2003                                                               | 1 395                                                              | -                                                                  | -                                                                  |
| 2004                                                               | 1 494                                                              | -                                                                  | -                                                                  |
| 2005                                                               | 1 523                                                              | -                                                                  | -                                                                  |
| 2006                                                               | 1 641                                                              | -                                                                  | -                                                                  |
| 2007                                                               | 1 696                                                              | -                                                                  | -                                                                  |
| 2008                                                               | -                                                                  | -                                                                  | -                                                                  |
| 2009                                                               | 54                                                                 | -                                                                  | -                                                                  |
| 2010                                                               | -                                                                  | -                                                                  | -                                                                  |
| 2011                                                               | -                                                                  | -                                                                  | -                                                                  |
| 2012                                                               | 80                                                                 | -                                                                  | -                                                                  |
| 2013                                                               | 80                                                                 | -                                                                  | -                                                                  |
| 2014                                                               | 71                                                                 | -                                                                  | -                                                                  |
| 2015                                                               | 128                                                                | -                                                                  | -                                                                  |
| 2016                                                               | 125                                                                | -                                                                  | -                                                                  |
| 2017                                                               | 116                                                                | -                                                                  | -                                                                  |
| 2018                                                               | 230                                                                | -                                                                  | -                                                                  |
| 2019                                                               | 107                                                                | -                                                                  | -                                                                  |
| 2020                                                               | 123                                                                | -                                                                  | -                                                                  |
| 2021                                                               | -                                                                  | -                                                                  | -                                                                  |
| 2022                                                               | 192                                                                | -                                                                  | -                                                                  |
| 2023                                                               | 244                                                                | -                                                                  | -                                                                  |
| 2024                                                               | 292                                                                | -                                                                  | -                                                                  |